# Шинделак
Шинделак (словац. Šindelák) — річка; права притока Подкилавського потоку, протікає в окрузі Миява.
Довжина приблизно 6,7—6,8 км. Витік знаходиться в масиві Миявські пагорби — на висоті приблизно 430—435 метрів.
Протікає територією сіл Подкилава і Кошаріска. Впадає в Подкилавський потік на висоті приблизно 215—220 метрів.